# Kanton Octeville-sur-Mer
Der Kanton Octeville-sur-Mer ist ein französischer Wahlkreis im Arrondissement Le Havre im Département Seine-Maritime in der Region Normandie; sein Hauptort ist Octeville-sur-Mer.
Der Kanton wurde im Zuge der französischen Kantonsneuordnung im Jahr 2015 neu gebildet.

## Gemeinden
Der Kanton besteht aus 31 Gemeinden mit insgesamt 36.808 Einwohnern (Stand: 1. Januar 2022) auf einer Gesamtfläche von 213,14 km²:
| Gemeinde                 | Einwohner 1. Januar 2022 | Fläche km² | Dichte Einw./km² | Code INSEE | Postleitzahl |
| ------------------------ | ------------------------ | ---------- | ---------------- | ---------- | ------------ |
| Angerville-l’Orcher      | 1.398                    | 9,91       | 141              | 76014      | 76280        |
| Anglesqueville-l’Esneval | 674                      | 4,36       | 155              | 76017      | 76280        |
| Beaurepaire              | 492                      | 2,83       | 174              | 76064      | 76280        |
| Bénouville               | 168                      | 2,86       | 59               | 76079      | 76790        |
| Bordeaux-Saint-Clair     | 650                      | 10,31      | 63               | 76117      | 76790        |
| Cauville-sur-Mer         | 1.679                    | 11,19      | 150              | 76167      | 76930        |
| Criquetot-l’Esneval      | 2.578                    | 13,47      | 191              | 76196      | 76280        |
| Cuverville               | 341                      | 4,58       | 74               | 76206      | 76280        |
| Épouville                | 2.624                    | 5,59       | 469              | 76238      | 76133        |
| Étretat                  | 1.167                    | 4,07       | 287              | 76254      | 76790        |
| Fongueusemare            | 176                      | 11,85      | 15               | 76268      | 76280        |
| Fontaine-la-Mallet       | 2.713                    | 6,68       | 406              | 76270      | 76290        |
| Fontenay                 | 1.783                    | 5,61       | 318              | 76275      | 76290        |
| Gonneville-la-Mallet     | 1.351                    | 7,32       | 185              | 76307      | 76280        |
| Hermeville               | 348                      | 3,81       | 91               | 76357      | 76280        |
| Heuqueville              | 715                      | 5,05       | 142              | 76361      | 76280        |
| La Poterie-Cap-d’Antifer | 456                      | 5,81       | 78               | 76508      | 76280        |
| Le Tilleul               | 666                      | 6,27       | 106              | 76693      | 76790        |
| Manéglise                | 1.267                    | 8,35       | 152              | 76404      | 76133        |
| Mannevillette            | 926                      | 4,21       | 220              | 76409      | 76290        |
| Notre-Dame-du-Bec        | 477                      | 3,99       | 120              | 76477      | 76133        |
| Octeville-sur-Mer        | 6.147                    | 20,37      | 302              | 76481      | 76930        |
| Pierrefiques             | 130                      | 2,31       | 56               | 76501      | 76280        |
| Rolleville               | 1.217                    | 7,06       | 172              | 76534      | 76133        |
| Saint-Jouin-Bruneval     | 1.822                    | 18,82      | 97               | 76595      | 76280        |
| Saint-Martin-du-Bec      | 650                      | 4,12       | 158              | 76615      | 76133        |
| Saint-Martin-du-Manoir   | 1.496                    | 5,13       | 292              | 76616      | 76290        |
| Sainte-Marie-au-Bosc     | 359                      | 3,18       | 113              | 76609      | 76280        |
| Turretot                 | 1.595                    | 6,07       | 263              | 76716      | 76280        |
| Vergetot                 | 440                      | 4,31       | 102              | 76734      | 76280        |
| Villainville             | 303                      | 3,65       | 83               | 76741      | 76280        |
| Kanton Octeville-sur-Mer | 36.808                   | 213,14     | 173              | 7626       | –            |